# Alejandro Semenewicz
Alejandro Estanislao Semenewicz (Buenos Aires, 1º giugno 1949 – Villa Domínico, 1º aprile 2024) è stato un calciatore argentino, di ruolo centrocampista.

## Carriera
Alejandro Semenewicz nacque a Buenos Aires il 1º giugno 1949 da genitori di origine polacche.
Considerato uno dei giocatori più decorati nella storia della squadra argentina dell'Independiente, con questo club vinse per due volte il campionato argentino (Metropolitano 1970, Metropolitano 1971), per 4 volte la Coppa Libertadores (1972, 1973, 1974, 1975) e 1 volta la Coppa Intercontinentale (1973). Nel 1972 giocò 9 partite con la Nazionale argentina.
Morì a Villa Domínico, località nel partido di Avellaneda, il 1º aprile 2024 all'età di 74 anni.

## Palmarès

### Club

#### Competizioni nazionali
- Campionato argentino: 2

Independiente: 1970, 1971

#### Competizioni internazionali
- Coppa Libertadores: 4

Independiente: 1972, 1973, 1974, 1975
- Coppa Intercontinentale: 1

Independiente: 1973
- Coppa Interamericana: 3

Independiente: 1972, 1974, 1975